# ناحیه ۱۵ بوداپست
ناحیه ۱۵ یا راکوش‌پالوتا-پِشت‌اوی‌هِی-اوی‌پالوتا یکی از ۲۳ ناحیهٔ بوداپست پایتخت مجارستان واقع در شرق دانوب است. این ناحیه ۲۶٫۹۴ کیلومتر مربع مساحت دارد و طبق آمار اول ژانویهٔ سال ۲۰۱۹، جمعیت آن ۷۹٬۶۷۵ نفر است.

## خواهرخوانده
- لیسینگ، ناحیه ۲۳ وین، اتریش
- مارتسان-هلرسدورف، ناحیه ۱۰ برلین، آلمان
- Donji Kraljevec، شهرستان مجیموریه، کرواسی
- کوشیتسه، اسلواکی
- توپلیتسا، رومانی
- اوبرفلاخ، اتریش
- سانمینگ، چین
- ناحیه ۱ بخارست، رومانی